# Konklave 1352
Das Konklave von 1352 (16.–18. Dezember) wurde nach dem Tod von Papst Clemens VI. einberufen; es wählte zu seinem Nachfolger Étienne Aubert, der unter den Namen Innozenz VI. der fünfte Papst mit Sitz in Avignon war (vgl. Avignonesisches Papsttum). Dieses Konklave ist auch deshalb bemerkenswert, weil die Kardinäle zum ersten Mal in der Geschichte eine Wahlkapitulation verfassten, die die Macht des neuen Amtsinhabers beschränken sollte.

## Erste Wahlkapitulation bei einer Papstwahl
Am 16. Dezember trafen fünfundzwanzig Kardinäle im Palais des Papes in Avignon ein. Zu Beginn des Konklaves verfassten sie eine Wahlkapitulation, obwohl einige von ihnen (darunter Kardinal Aubert) dies mit dem Vorbehalt machten, sofern es nicht gegen das Kirchenrecht verstoße. Die Bedingungen des Schreibens waren:
- Das Kardinalskollegium wird auf 20 Mitglieder begrenzt; neue Kardinäle werden erst ernannt, wenn ihre Zahl auf 16 gesunken ist.
- Die Ernennung, Exkommunikation, Entziehung des Wahlrechts, Beschlagnahme von Vermögen oder Einnahmen von Kardinälen müssen vom Kollegium mit Zweidrittelmehrheit genehmigt werden, ebenso die Beantragung von Subsidien von Souveränen oder nationalen Geistlichen.
- Das Kollegium hat ein Vetorecht bei päpstlichen Entscheidungen und Richtlinien.
- Alle päpstlichen Einkünfte werden mit dem Kollegium geteilt.

Die Wahlkapitulation wird als Teil der allgemeinen Strategie des Kardinalskollegiums angesehen, die päpstliche Macht zu begrenzen und die Regierung der Kirche in eine Oligarchie anstelle einer Monarchie zu verwandeln.

## Wahl von Papst Innozenz VI.
Nach der Unterzeichnung der Wahlkapitulation begann die Papstwahl. Anfangs wurde die Kandidatur von Jean Birelle vorgeschlagen, General des Kartäuserordens und kein Kardinal, aber verehrt für seine Frömmigkeit. Aber Kardinal Talleyrand wandte sich an das Kardinalskollegium, dass es unklug, wenn nicht gar gefährlich sei, bei solch kritischer Lage in Europa einen neuen Coelestin V. zu wählen, d. h. einen heiligen, aber völlig inkompetenten Papst. Das Kollegium stimmte schließlich mit ihm überein und gab die Kandidatur von Birel zugunsten von Kardinal Étienne Aubert, Bischof von Ostia auf, der am 18. Dezember einmütig zum Papst gewählt wurde. Er nahm die Wahl an und nannte sich Innozenz VI. Am 30. Dezember wurde er feierlich in der Kathedrale Notre-Dame-des-Doms in Avignon durch den Kardinalprotodiakon Gaillard de la Mothe gekrönt.
Am 6. Juli 1353 erklärte Papst Innozenz VI. die vom Konklave beschlossene Wahlkapitulation für ungültig, weil es die Regel verletze, dass (juristische) Geschäfte während eines Konklaves zur Wahl eines neuen Papstes beschränkt seien, sowie die die Machtfülle des päpstlichen Amtes verletze. Dennoch wurden in den meisten Konklaven, die in den nächsten 300 Jahren abgehalten wurden, Wahlkapitulationen unterzeichnet.

## Wahlberechtigte
Papst Clemens VI. starb am 6. Dezember 1352 in Avignon. Während seines Pontifikats weigerte er sich beständig, nach Rom zurückzukehren und kaufte stattdessen die Souveränität über Avignon (wo der päpstlicher Hof residierte) von der Königin Johanna I. von Neapel. Bei seinem Tod gab es 26 lebende Kardinäle. 25 von ihnen nahmen am Konklave teil.
| Kardinal                                          | Kardinaltitel                                           | Ernannt am         | durch                                      | Anmerkungen                               |
| ------------------------------------------------- | ------------------------------------------------------- | ------------------ | ------------------------------------------ | ----------------------------------------- |
| Pierre des Prés                                   | Bischof von Palestrina                                  | 20. Dezember 1320  | Johannes XXII.                             | Kardinaldekan;                            |
| Hélie de Talleyrand-Périgord, Bischof von Auxerre | Bischof von Albano                                      | 25. Mai 1331       | Johannes XXII.                             | Kardinalprotektor des Franziskanerordens  |
| Bertrand de Déaulx                                | Bischof von Sabina                                      | 18. Dezember 1338  | Benedikt XII.                              |                                           |
| Guillaume Court, O.Cist.                          | Bischof von Frascati                                    | 18. Dezember 1338  | Benedikt XII. (Kardinalnepot)              | Kämmerer des Heiligen Kardinalskollegiums |
| Etienne Aubert (Papst Innozenz VI.)               | Bischof von Ostia und Velletri                          | 20. September 1342 | Clemens VI.                                | Großpönitentiar                           |
| Guillaume d’Aure, O.S.B.                          | Kardinalpriester von Santo Stefano al Monte Celio       | 18. Dezember 1338  | Benedikt XII.                              | Generalinquisitor                         |
| Hugues Roger, O.S.B.                              | Kardinalpriester von San Clemente                       | 20. September 1342 | Clemens VI. (Bruder von Papst Clemens VI.) |                                           |
| Pierre Bertrand de Colombier                      | Kardinalpriester von Santa Susanna                      | 27. Februar 1344   | Clemens VI.                                |                                           |
| Gil Álvarez Carillo de Albornoz                   | Kardinalpriester von San Clemente                       | 17. Dezember 1350  | Clemens VI.                                |                                           |
| Pasteur de Sarrats, O.F.M.                        | Kardinalpriester von Santi Marcellino e Pietro          | 17. Dezember 1350  | Clemens VI.                                |                                           |
| Raymond de Canillac, C.R.S.A.                     | Kardinalpriester von Santa Croce in Gerusalemme         | 17. Dezember 1350  | Clemens VI. (Neffe von Clemens VI.)        |                                           |
| Guillaume d’Aigrefeuille, O.S.B.                  | Kardinalpriester von Santa Maria in Traspontina         | 17. Dezember 1350  | Clemens VI. (Neffe von Clemens VI.)        |                                           |
| Nicola Capocci                                    | Kardinalpriester von San Vitale                         | 17. Dezember 1350  | Clemens VI.                                |                                           |
| Pectin de Montesquiou                             | Kardinalpriester von Santi XII Apostoli                 | 17. Dezember 1350  | Clemens VI.                                |                                           |
| Arnaud de Villemur, C.R.S.A.                      | Kardinalpriester von San Sisto Vecchio                  | 17. Dezember 1350  | Clemens VI.                                |                                           |
| Pierre de Cros                                    | Kardinalpriester von Santi Silvestro e Martino ai Monti | 17. Dezember 1350  | Clemens VI. (Kardinalnepot)                |                                           |
| Gilles Rigaud, O.S.B.                             | Kardinalpriester von Santa Prassede                     | 17. Dezember 1350  | Clemens VI.                                |                                           |
| Jean de Moulins, O.P.                             | Kardinalpriester von Santa Sabina                       | 17. Dezember 1350  | Clemens VI.                                |                                           |
| Gaillard de la Mothe                              | Kardinaldiakon von Santa Lucia in Selci                 | 17. Dezember 1360  | Johannes XXII.                             | Kardinalprotodiakon                       |
| Bernard de La Tour                                | Kardinaldiakon von Sant’Eustachio                       | 20. September 1342 | Clemens VI. (Kardinalnepot)                |                                           |
| Guillaume de La Jugie                             | Kardinaldiakon von Santa Maria in Cosmedin              | 20. September 1342 | Clemens VI. (Kardinalnepot)                |                                           |
| Nicolas de Besse                                  | Kardinaldiakon von Santa Maria in Via Lata              | 27. Februar 1344   | Clemens VI. (Kardinalnepot)                |                                           |
| Pierre Roger de Beaufort                          | Kardinaldiakon von Santa Maria Nuova                    | 28. Mai 1348       | Clemens VI. (Kardinalnepot)                |                                           |
| Rinaldo Orsini                                    | Kardinaldiakon von Sant’Adriano al Foro                 | 17. Dezember 1350  | Clemens VI.                                |                                           |
| Jean de Caraman                                   | Kardinaldiakon von San Giorgio in Velabro               | 17. Dezember 1350  | Clemens VI.                                |                                           |

19 Kardinäle wurden von Clemens VI. ernannt, acht von ihnen gehörten zu seiner Familie. Von den verbleibenden sechs waren drei von Johannes XXII. und drei von Benedikt XII. ernannt worden.
Das Amt des Camerlengo, das wichtigste während der Sedisvakanz, wurden von Stefano Aldebrandi Cambaruti, Erzbischof von Toulouse, versehen, der kein Kardinal war.
Nur ein Kardinal (von Clemens VI. ernannt) nahm nicht am Konklave teil, da er als Legat in Frankreich war, wo er erfolglos versuchte, während des Hundertjährigen Kriegs Frieden zwischen Frankreich und England zu stiften
| Kardinal        | Kardinaltitel                  | Ernannt am         | durch       | Anmerkungen                     |
| --------------- | ------------------------------ | ------------------ | ----------- | ------------------------------- |
| Guy de Boulogne | Bischof von Porto-Santa Rufina | 20. September 1342 | Clemens VI. | Päpstlicher Legat in Frankreich |